# 斯卡瓦河

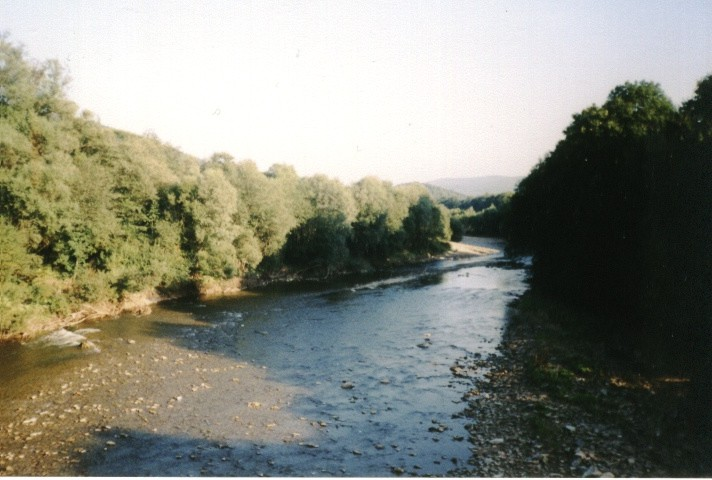

斯卡瓦河（波蘭語：Skawa）是波蘭的河流，位於該國南部，屬於維斯瓦河的右支流，河道全長96公里，流域面積1,160平方公里，當局計劃在2014年興建水庫用作防洪和供水。